# Ruan de Souza
Ruan Felipe Lima de Souza (Taubaté , 12 de março de 1992) é um nadador paralímpico brasileiro. Conquistou a medalha de bronze nos Jogos Paralímpicos de Verão de 2016 no Rio de Janeiro, representando seu país na categoria revezamento 4x100 metros medley.